# Pipit du Chaco
Anthus chacoensis
Espèce
Statut de conservation UICN

LC : Préoccupation mineure
Le Pipit du Chaco (Anthus chacoensis) est une espèce de passereaux de la famille des Motacillidae.

## Répartition
Cet oiseau est présent dans la pampa, en Argentine et au Paraguay.

## Systématique
Le nom valide complet (avec auteur) de ce taxon est Anthus chacoensis Zimmer, 1952.
Cette espèce a initialement été créée comme une sous-espèce d’Anthus chii, sous le protonyme Anthus chii chacoensis,.
Ce taxon porte en français le nom vernaculaire ou normalisé suivant : Pipit du Chaco.

## Étymologie
Son épithète spécifique, composée de chaco et du suffixe latin -ensis, « qui vit dans, qui habite », lui a été donnée en référence au lieu de sa découverte, Aviá Teraí dans la province du Chaco en Argentine.

## Publication originale
- (en) John T. Zimmer, « A new subspecies of pipit from Argentina and Paraguay », Proceedings of the Biological Society of Washington, Washington, Biological Society of Washington (d), vol. 65,‎ 29 janvier 1952, p. 31-34 (ISSN 0006-324X et 1943-6327, OCLC 1536434, lire en ligne).